# ۱۶۲۴ (میلادی)
۱۶۲۴ (میلادی) هزار و ششصد و بیست و چهارمین سال تقویم میلادی است.

## زادگان
- ۷ ژانویه – گوارینو گوارینی، معمار ایتالیایی (د. ۱۶۸۳)
- ۲۲ اوت – ژان رینیو دو سگره، شاعر فرانسوی (د. ۱۷۰۱)

## درگذشتگان
- ۱۷ نوامبر – یاکوب بوهمه، الهی‌دان و فیلسوف آلمانی (ز. ۱۵۷۵)